# Mieczysław Kofta

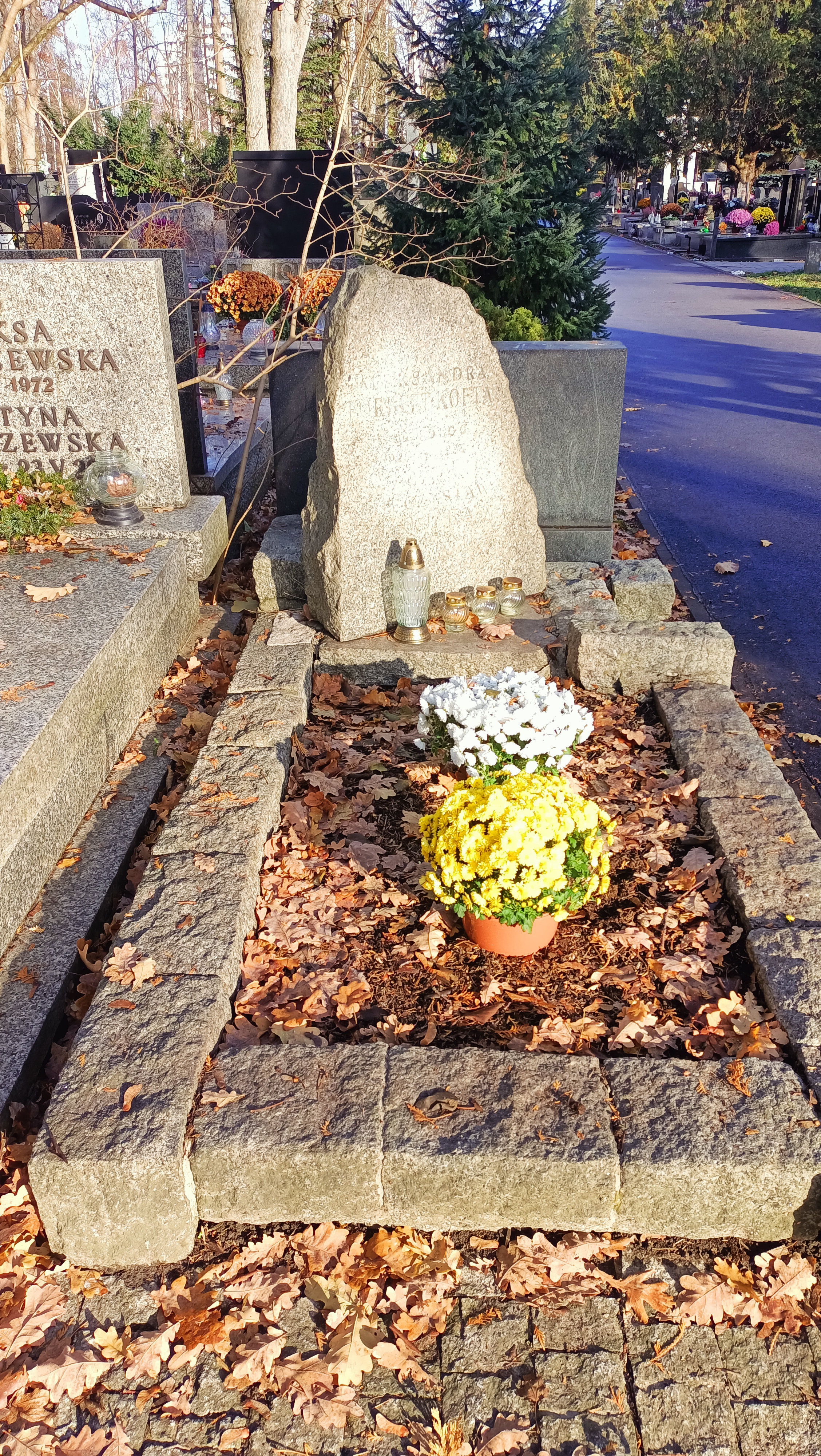
Grób Mieczysława Kofty na cmentarzu Wojskowym na Powązkach

Mieczysław Kofta, właśc. Mieczysław Kaftal (ur. 28 lutego 1914, zm. 16 stycznia 1985 w Warszawie) – polski radiowiec, dyrektor wrocławskiej (1949), łódzkiej (1949–1952) i śląskiej (1952–1957) Rozgłośni Polskiego Radia. Ojciec Jonasza Kofty.

## Życiorys
Urodził się w rodzinie Leopolda Kaftala (1885–1942), warszawskiego przedsiębiorcy i inżyniera elektryka, oraz dentystki Franciszki z domu Mintz (1888–1942). Jego rodzice zginęli w warszawskim getcie. Ukończył studia prawnicze Uniwersytecie Warszawskim (1939), podczas których poznał swoją przyszłą żonę – Marię. Para działała w Komunistycznym Związku Młodzieży Polskiej. Jednakże Mieczysław został z niej wydalony w 1938 ze względu na poglądy trockistowskie. W wyniku wybuchu II wojny światowej, za namową partnerki, para wyjechała do Białegostoku, a następnie do Lwowa, gdzie pobrali się. We Lwowie Marię skierowano do nauczania języka niemieckiego, Mieczysława zaś wysłano do pracy w Samarkandzie. Po kilku miesiącach uzyskał przepustkę i powrócił do Lwowa, po czym para zamieszkała w Mizoczu – rodzinnej miejscowości Marii. Tam Mieczysław podjął pracę jako robotnik w cukrowni. Podczas okupacji niemieckiej Wołynia, dzięki temu, iż jego wygląd nie pasował do stereotypowego wizerunku osoby pochodzenia semickiego oraz, w związku z faktem, że znał język niemiecki, udawało mu się uniknąć dekonspiracji. Jednakże w związku z brakiem słowiańsko brzmiącego nazwiska, małżeństwo przerobiło dokumenty, zmieniając nazwisko „Kaftal” na „Kofta” (ukr. cienki sweter, bluzka). W 1943 w związku z pogromami dokonywanymi na Polakach przez ukraińskich nacjonalistów z UPA, małżeństwo uciekło prawdopodobnie pociągiem do Zdołbunowa, a następnie Borysławia. Para znalazła się w 1944 we Lwowie, gdzie oboje wstąpili do Polskiej Partii Robotniczej.
Po wojnie Koftowie znaleźli się w grupie 160 pionierów, którzy pod kierunkiem pierwszego polskiego prezydenta Wrocławia – Bolesława Drobnera, zamieszkali w tym mieście. Tam, para osiedliła się w willi przy ul. Parkowej. Kofta we Wrocławiu pełnił funkcję przedstawiciela rządu polskiego do spraw życia kulturalnego ludności niemieckiej. W 1946 współtworzył wrocławską rozgłośnię Polskiego Radia, w której początkowo był odpowiedzialny za audycje dla dzieci i młodzieży, zaś w 1949 pełnił funkcję dyrektora stacji. W latach 1946–1947 był kierownikiem literackim Teatru Lalki i Aktora we Wrocławiu. Po rozwodzie z Marią w 1948, związał się z Aleksandrą Forbert i zamieszkał wraz z synem Jonaszem w Łodzi, gdzie w latach 1949–1952 był dyrektorem łódzkiej rozgłośni Polskiego Radia i był członkiem zarządu Towarzystwa Przyjaźni Polsko-Radzieckiej w Łodzi. W 1952 był jednym z inicjatorów powstania kieleckiej rozgłośni Polskiego Radia. W latach 1952–1957 był dyrektorem rozgłośni Polskiego Radia w Katowicach oraz sekretarzem magazynu niedzielnego „Trybuny Robotniczej” (1956–1959). Pod koniec lat 50. pracował jako zastępca dyrektora programowego TVP – Jerzego Pańskiego.

### Życie prywatne
Jego pierwszą żoną była Maria z domu Jaremczuk (1914–1992), z którą rozwiódł się w 1948. Para miała dwóch synów: Jonasza Koftę (ur. 1943) – poetę, dramaturga, satyryka i piosenkarza oraz Mirosława Koftę – psychologa (ur. 1945). Wnuk (syn Jonasza) Piotr Kofta jest pisarzem. Jego drugą żoną była Aleksandra Forbert, wcześniej żona operatora filmowego Adolfa Forberta (1911–1992).
W latach 1952–1955 mieszkał w willi Antoniego Pawlity przy ul. gen. Zajączka 10 w Katowicach.
Zmarł w Warszawie, pochowany na cmentarzu Wojskowym na Powązkach (kwatera B 17-6-30).

## Ordery i odznaczenia
- Krzyż Kawalerski Orderu Odrodzenia Polski (1954)[14]
- Srebrny Krzyż Zasługi (1947)[15]
- Medal 10-lecia Polski Ludowej (1955)[16]